# Saint-Marcel-Bel-Accueil
Saint-Marcel-Bel-Accueil är en kommun i departementet Isère i regionen Auvergne-Rhône-Alpes i sydöstra Frankrike. Kommunen ligger i kantonen Bourgoin-Jallieu-Nord som tillhör arrondissementet La Tour-du-Pin. År 2022 hade Saint-Marcel-Bel-Accueil 1 507 invånare.

## Befolkningsutveckling
Antalet invånare i kommunen Saint-Marcel-Bel-Accueil
Referens:INSEE